# River Esk (Nordsee)

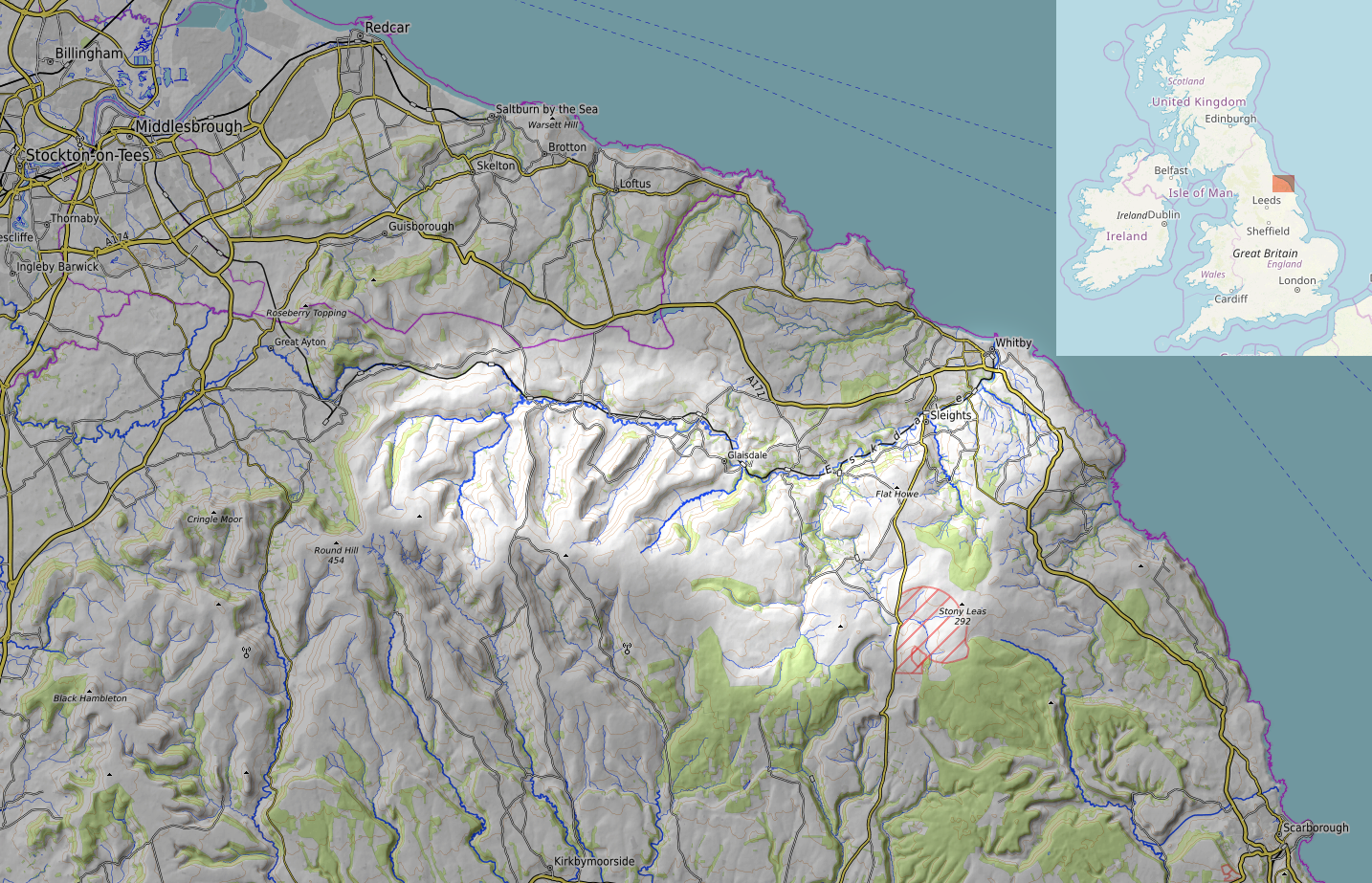
Lage und Einzugsgebiet des River Esk in Nord-England

Der River Esk ist ein Fluss in den North York Moors in North Yorkshire, England. 

## Lage
Der 45 Kilometer lange Esk entwässert ein Gebiet von 362 km². Er fließt aus einer Reihe von Quellen am Westerdale Moor durch das Esk Valley ostwärts, bis er beim Hafenort Whitby – als einziger größerer Fluss in Yorkshire überhaupt – direkt in die Nordsee mündet. Alle anderen Flüsse Yorkshires fließen direkt oder indirekt in den Humber. Das Tal des Esk ist das einzige in West-Ost-Richtung verlaufende Tal in den North York Moors. 

## Geologie
Der Fluss fließt durch jurassischen Sandstein und Lias der North York Moors. Die Wasserqualität liegt aufgrund seiner Abgelegenheit im oberen Bereich. Einige Zuflüsse weisen jedoch zeitweise aufgrund stark saurer Zuflüsse aus den Moorgebieten biologisch schwierige Bedingungen auf. Etwa 50 Prozent des Einzugsgebiets bestehen aus Moor- und Heideland, das vor allem der Moorhuhnjagd dient und extensiv von Schafen beweidet wird. Die andere Hälfte besteht überwiegend aus landwirtschaftlichem Nutzland, hier fast ausschließlich der Weidehaltung. 

## Artenreichtum
Der Esk ist der einzige Fluss Yorkshires, in dem Lachse und Meerforellen leben. Darüber hinaus kommen an gefährdeten Arten Otter, Ostschermaus, Eisvogel, Wasseramsel und Flussperlmuschel vor. Obwohl die Wasserverschmutzung seit den 1970er Jahren wieder zurückgegangen ist, dauert der Rückgang der Fischbestände an. Wahrscheinlichste Ursache dafür ist der weiterhin schrumpfende Lebens- und Laichraum in Flussgebiet. Fischfang im Fluss lässt sich seit 1200 v. Chr. nachweisen, am bekanntesten ist er für Meerforelle und Lachs, aber auch Bachforelle und Äsche werden heute geangelt.

## Tourismus
Aufgrund seiner Lage im Nationalpark ist der Esk ein beliebtes Reiseziel. In den 1990er Jahren kamen gut vier Millionen Touristen jährlich in das Esk Valley, vor allem um die Landschaft zu genießen. 
Der Fernwanderweg Esk Valley Walk läuft in Teilen neben dem Fluss her, einige Kilometer des Coast to Coast Walk folgen ebenfalls dem Eskdale im mittleren Abschnitt.